# John Smeaton
John Smeaton (8 juni 1724 – 28 oktober 1792) var en engelsk bygningsingeniør, der er har været hjernen bag designet af broer, kanaler, havne og fyrtårne. Han var desuden en habil maskiningeniør og en eminent fysiker. Smeaton var den første selvudråbte "bygningsingeniør" og regnes ofte som "bygningsvidenskabens fader".
Han pionerede brugen af hydraulisk kalk i beton, hvor småsten og pulveriseret mursten blev brugt som tilslag. Smeaton var en del af Lunar Society.

## Lov og fysik
Smeaton blev født i Austhorpe, Leeds, England. Efter at have studeret ved Leeds Grammar School gik han ind i sin fars advokatfirma, men efterlod det for, i samarbejde med Henry Hindley, at blive en fabrikant af matematiske instrumenter, hvor de, blandt andre instrumenter, udviklede et pyrometer til studiet af materiel ekspansion og hvirvel speculum eller horisontal top (et maritimt navigationshjælpemiddel). I 1750 var hans lokaler beliggende i Great Turnstile i Holborn.
Han blev i 1753 valgt som en Fellow of the Royal Society, og vandt i 1759 Copley Medaljen for sin forskning i mekanikken bag vandjul og vindmøller. Hans 1759 forskningsartikel "En eksperimentiel undersøgelse omhandlende de naturlige kræfter tilhørende vand og vind til at dreje møller og andre maskiner afhængige af cirkulær bevægelse", adresserede forholdet mellem tryk og hastighed for objekter bevægende i luft (Smeaton bemærkede "min ven Mr Rouse" "en snild gentleman fra Harborough, Leicestershire" havde bidraget til arbejdet med denne tabel, som var blevet beregnet på basissen af Rouses eksperimenter), og at hans koncepter efterfølgende blev udviklet for at udtænke "Smeaton-koefficienten". Smeatons vandhjulseksperimenter blev gennemført på en lille skala model med hvilken, han i løbet af en periode på syv år afprøvede forskellige konfigurationer. Den resulterende stigende effektivitet i vandkraft bidrog til den industrielle revolution.
I perioden 1759-1878 udførte han yderligere en række eksperimenter og målinger på vandhjul, der fik ham til at støtte og mestrer vis viva-teorien udviklet af tyskeren Gottfried Leibniz, som var en tidlig formulering af energiens bevarelse. Dette førte ham ind i en konflikt med den akademiske etablissements medlemmer, som forkastede Leibnizs teori, eftersom de anså den for værende inkonsistent med Sir Isaac Newtons bevarelse af impuls.